# 홍익한 택지
홍익한 택지(洪翼漢 宅址)는 인천광역시 강화군 흥왕리 산30-2에 있는, 조선시대 문신인 홍익한(1586-1637)의 옛 집터이다. 1986년 4월 1일 강화군의 향토유적 제17호로 지정되었다.

## 개요
조선인조 14년(1636) 병자호란시 주전론을 주장하던 삼학사 중 한사람인 홍익한(1586-1637)의 옛 집터이다. 선생의 자는 백승, 호는 화포, 운옹, 본관은 남양이며 진사 이성의 아들이다. 이정귀의 문인으로 인조 2년(1624) 정시 문과에 장원한 이후 사서, 장령이 되었으며 인조 14년(1636)청나라의 사신이 모욕적인 조건을 내걸자 참사를 청했으며 병자호란시에는 주전론을 주장하였다. 화의가 성립된 후 평양부 서윤을 지냈으나 오달재, 윤집과 함께 청나라에 잡혀가서 피살되었다. 후에 영의정에 추증되고 시호는 충정이다. 
저서로는 「화포집」 「북행록」 「서정록」 등이 전한다. 선생이 살던 택지에 세워져 있던 비는 1963년에 파손되어 자연석의 대석만이 남아있다 

## 같이 보기
- 홍익한